# Балка Крамарка
Балка Крамарка, Крамарська(рос. Б. Крамарка) — балка (річка) в Україні у Самарівському районі Дніпропетровської області. Права притока річки Кільчень (басейн Дніпра).

## Опис
Довжина балки приблизно 9,36 км, найкоротша відстань між витоком і гирлом — 7,64 км, коефіцієнт звивистості річки — 1,23. Формується декількома балками та загатами. На деяких ділянках балка пересихає.

## Розташування
Бере початок у селі Дудківка. Тече переважно на південний захід через село Крамарку і на північно-східній околиці села Почино-Софіївки впадає в річку Кільчень, праву притоку Самари.

## Цікаві факти
- У XIX столітті на балці існувало декілька вітряних млинів[1], а у XX столітті — 1 газгольдер та декілька газових свердловин[3].